# آرامگاه اخوت
آرامگاه اخوت بنای یاد بودی است که در دوآب راستوپی و در حاشیه جاده سوادکوه ساخته شده و یادآور کشته شدن عده‌ای از کارگران راه‌آهن سوادکوه می‌باشد. محوطه بنای یاد بود با دیوار سیمانی روکش دار محصور شده و در ضلع شرقی محوطه یک میل سیمانی بنا گردیده که بر روی آن یک سنگ تیره رنگ نصب شده.